# Экосистемы России

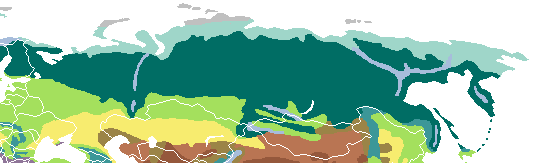
Арктические пустыни
Тундра
Альпийская тундра
Тайга
Горные леса
Умеренные широколиственные леса
Умеренные степи
Сухие степи

Климатические условия, почвы, растительность и животный мир находятся в тесной взаимосвязи. В пределах России выделяют несколько природных зон — зоны арктических пустынь, тундры, лесотундры, тайги, смешанных и широколиственных лесов, лесостепи,
степи, полупустынь, пустынь. Наиболее чётко природная зональность выражена к западу от Енисея, к востоку от Енисея зональность прослеживается слабее из-за сложного характера рельефа и резко континентального климата. Поскольку значительная часть территории страны занята горами, для многих районов характерна высотная поясность:84-109.

## Арктическая пустыня
В пределах зоны арктических пустынь расположены Земля Франца-Иосифа, Новосибирские острова, остров Врангеля, большие части Новой Земли и Северной Земли, а также ряд мелких островов Арктики. Арктические пустыни представляют собой бесплодные земли, скованные вечной мерзлотой и покрытые крупными ледниками (общая площадь покровного оледенения — более 55 тыс. км²). Почвы очень бедны гумусом. Растительность почти отсутствует и представлена преимущественно лишайниками. Животный мир также крайне беден — там живут белые медведи, белухи, нарвалы, моржи, и тюлени. Летом на скалах — птичьи базары. Их создают чистики, кайры, гагары.:84-109

## Тундра

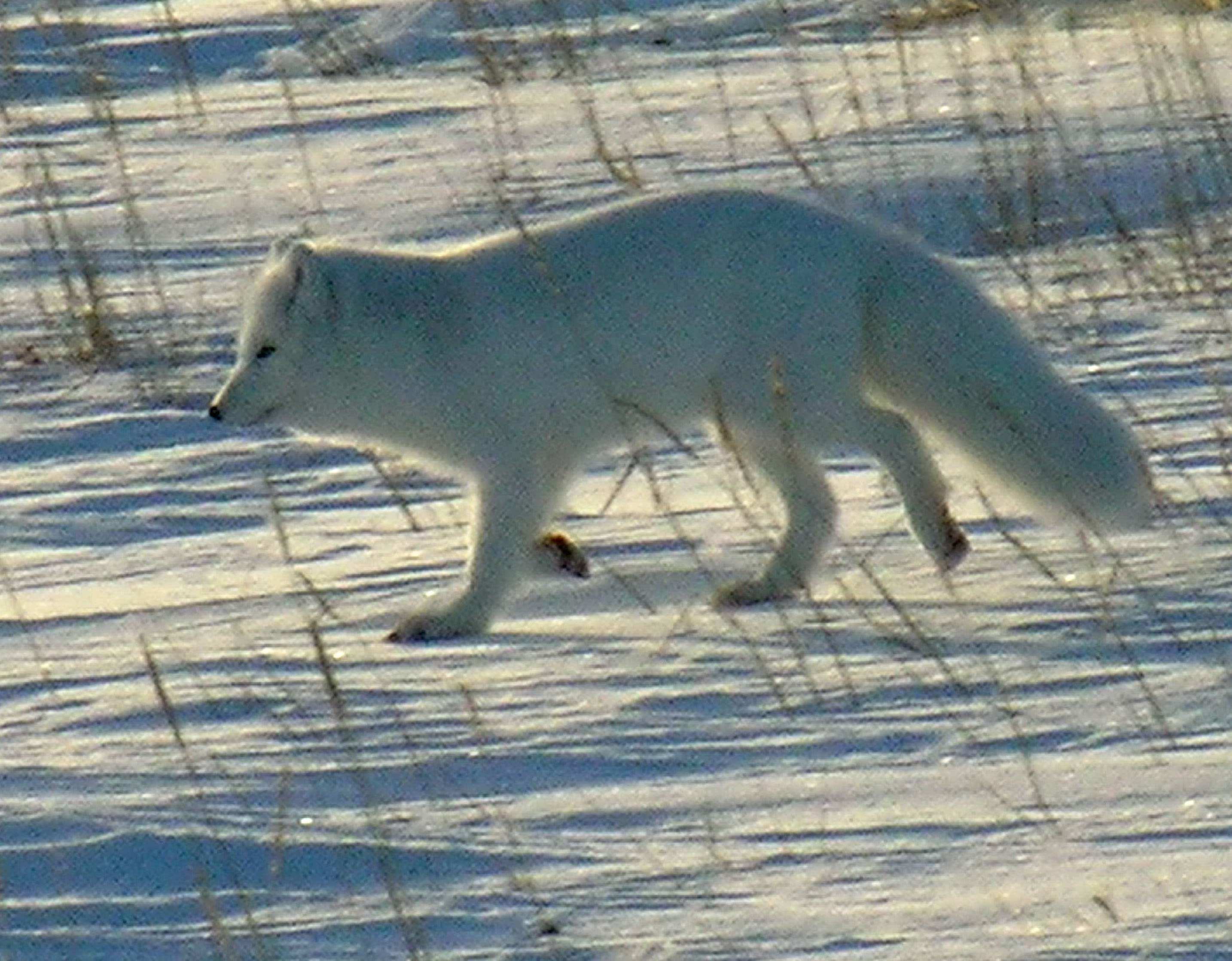
Песец

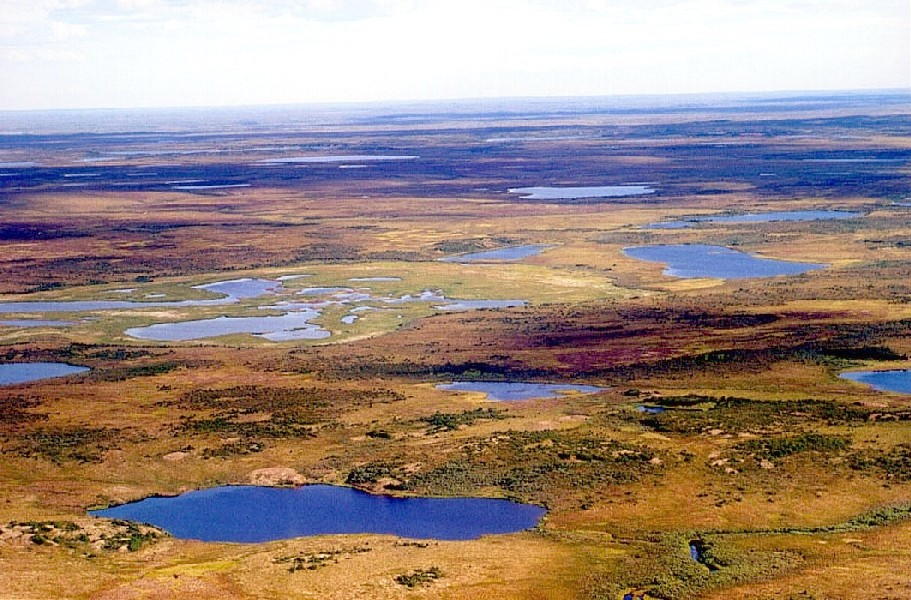
Арктическая тундра. Район Дудинки

Зона тундры охватывает около 10 % территории России и находится в пределах арктического и субарктического климатических поясов; простирается от границы с Финляндией на западе до Беринговова пролива на востоке. Зона занимает неширокую прибрежную полосу на крайнем севере Европейской части России и достигает максимальной ширины 500 км в Сибири; значительную протяжённость имеет также на крайнем северо-востоке России, где на юг простирается до северной части полуострова Камчатка. Тундра практически безлесна; вечная мерзлота залегает близко к поверхности и задерживает влагу, образующуюся при оттаивании верхнего слоя почвы. Годовая сумма осадков значительно превышает испаряемость. В результате сочетания низких температур с высокой влажностью растительность даёт мало органического материала, поэтому почвы крайне бедны и — из-за медленного разложения материала — сильно окислены. Типичная тундровая почва включает тонкий слой гумуса, под которым находится глеевый горизонт; ещё глубже — вечная мерзлота. Размещение растительности имеет дискретный характер; многочисленны лишайники, мхи, кустарнички, кустарники. Поскольку характер растительности меняется с севера на юг, в тундре выделяют две подзоны — арктическую тундру с крупными участками без растительности и широким распространением мхов и лишайников, кустарниковую тундру с мхами, лишайниками, травами, карликовой берёзой. Помимо оленей (используемых местным населением в хозяйстве), типичными обитателями тундры являются песец, овцебык, лемминг, белая сова, куропатка, гагара.:84-109

## Лесотундра
Зона лесотундры протянулась узкой полосой (20—200 км) вдоль южной границы тундры от Кольского полуострова до Колымы. Находится в пределах субарктического климатического пояса. От тундры отличается, прежде всего, характером растительности — в лесотундре произрастают низкорослая берёза, лиственница и ель. Значительные площади занимают торфяные болота. На юге лесотундра постепенно переходит в таёжный лес.:84-109

## Тайга
Тайга —самая обширная природная зона России — протянулась от западных границ России до Тихого океана. Занимает территории Восточно-Европейской и Западно-Сибирской равнин к северу от 56°—58° с.ш. и большую часть территории к востоку от Енисея; таёжные леса доходят до южных границ России в Сибири; всего на тайгу приходится свыше 60 % площади России. В меридиональном направлении тайгу подразделяют на восточную (восточнее Енисея), с континентальным климатом, и западную, с более мягким климатом; в целом климат зоны влажный, с умеренно тёплым (на севере прохладным) летом +10 – 20°С и суровой зимой -10 – 30°С; зимой — устойчивый снежный покров. Годовое количество осадков 600—800 мм. Суммарная солнечная радиация равна 85 ккал/см*2. В широтном направлении тайга подразделяется на три подзоны — северную, среднюю и южную тайгу. В западной тайге густые еловые и пихтовые леса на заболоченных землях чередуются с сосновыми лесами, кустарниками и лугами на более лёгких почвах. Подобная растительность характерна и для восточной тайги, но там бо́льшую роль играет не ель, а лиственница. Хвойный лес, однако, не образует непрерывный массив, а разрежен участками берёзы, ольхи, ивы (в основном по долинам рек), на переувлажнённых территориях — обширными болотами. В пределах тайги широко распространены пушные звери — соболь, белка, куница, горностай; обитают лось, бурый медведь, росомаха, волк, ондатра.:84-109

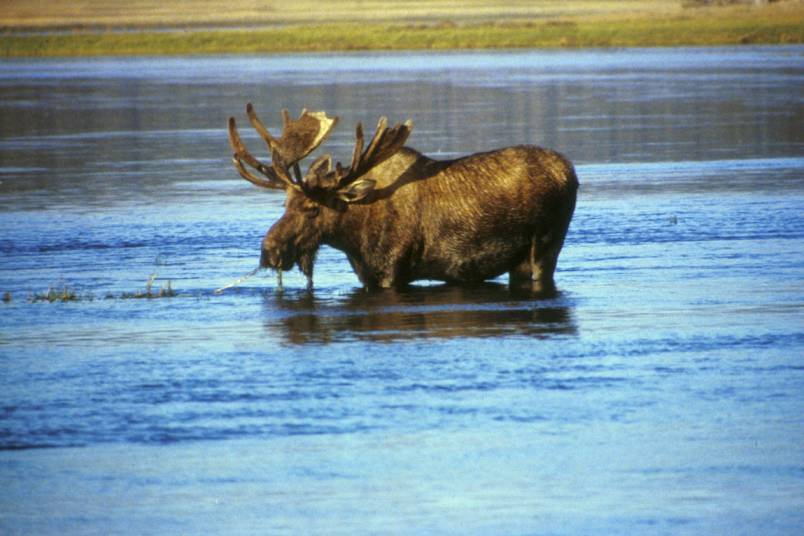
Лось

В тайге преобладают подзолистые и мерзлотно-таёжные почвы, характеризующиеся чётко выраженной горизонтальной структурой (лишь в южной тайге появляются дерново-подзолистые почвы). Формируются в условиях промывного режима, бедны гумусом. Грунтовые воды, обычно находящиеся в тайге близко к поверхности, вымывают железо и кальций из верхних слоёв; в результате верхний слой таёжной почвы обесцвечен и окислен. Немногие участки тайги, пригодные для земледелия, расположены преимущественно в Европейской части России. Большие площади заняты сфагновыми болотами (здесь преобладают подзолисто-болотные почвы). Для обогащения почв в хозяйственных целях необходимо внесение известковых и других Удобрений.
Российская тайга обладает крупнейшими в мире запасами хвойной древесины, но год от года — в результате интенсивной вырубки — они уменьшаются. Развиты охотничье хозяйство, земледелие (преимущественно по долинам рек).

## Смешанныеишироколиственные леса

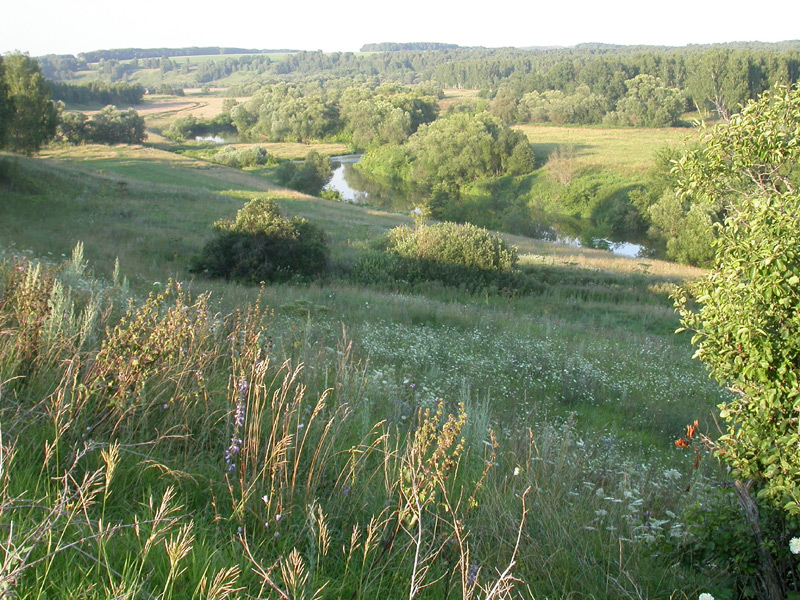
Долина реки Осётр

Южная тайга в Европейской части России сменяется смешанными лесами. Зона смешанных и широколиственных лесов имеет вид треугольника, основанием лежащего у западных границ страны, вершиной же упирающегося в Уральские горы. Климат умеренно континентальный, довольно влажный; продолжительное, тёплое лето, продолжительная, умеренно-холодная зима (в европейской части зоны); средняя температура июля: +16…+21 °C, января — −6…−14 °C в европейской части, и до −28 °C на Дальнем Востоке.
Заболоченность здесь значительно ниже, чем в тайге. Основные древесные породы смешанных лесов — ель европейская, берёза и сосна обыкновенная, широколиственных — липа и дуб; произрастают также осина, ясень, вяз, клён и граб. В Западной Сибири зона продолжается узкой полосой берёзовых и осиновых лесов, отделяющих тайгу от лесостепи. Агроклиматические условия на бо́льшей части зоны благоприятные. Из животных часто встречаются косуля, волк, куница, лисица и белка. Типы почв сменяются с севера на юг. Если в северной части зоны ещё распространены подзолистые почвы, то в южной преобладают дерново-подзолистые (под смешанными лесами) и серые лесные (под широколиственными лесами), менее увлажнённые и менее окисленные, сравнительно с чистыми подзолами. Относительно почв тайги почвы смешанных лесов богаты гумусом. — Зона смешанных лесов имеется также на Дальнем Востоке — на юге Приморья и среднего Приамурья (основные древесные породы — ель аянская, пихта цельнолистная и белокорая, азиатские виды дуба, вяза, граба, маньчжурский орех). Богата и своеобразна фауна дальневосточных смешанных лесов — здесь обитают амурский тигр, пятнистый олень, белогрудый медведь, енотовидная собака, маньчжурский заяц, дальневосточный лесной кот, фазан, утка-мандаринка и др.; очень разнообразны насекомые.:84-109

## Лесостепь

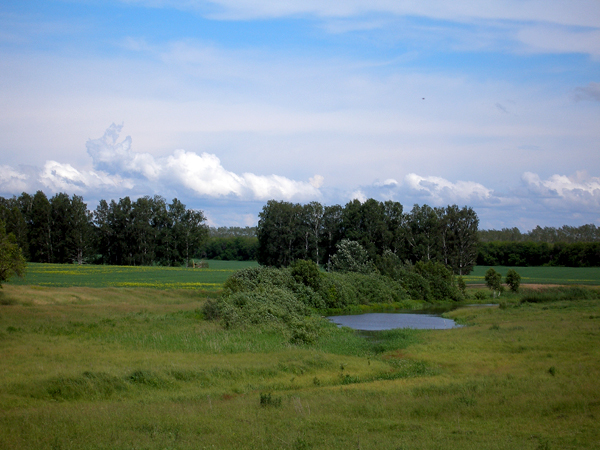
Лесостепной ландшафт. Алтайский край

Зона лесостепи является, как и следует из названия, переходной между лесной зоной и степью; тянется почти непрерывной полосой от границ Центральной Украины через Восточно-Европейскую равнину, юг Урала и Западную Сибирь до Алтая. Средняя температура июля до 21 °C, января до −8 °C в европейской части и до −18 °C в Западной Сибири. Почвы — серые лесные и чернозёмные (последние в северной части зоны в основном оподзоленный и выщелоченные); в Западной Сибири также распространены слабо выщелоченные лугово-чернозёмные почвы. Леса с преобладанием дуба и липы (а также клёна и вяза в Заволжье) в Европейской части страны и с преобладанием берёзы и осины в Азиатской части (в Западной Сибири называемые колками) чередуются со степными участками, всё более расширяющимися к югу, где лесостепь постепенно переходит в степь.:84-109

## Степь

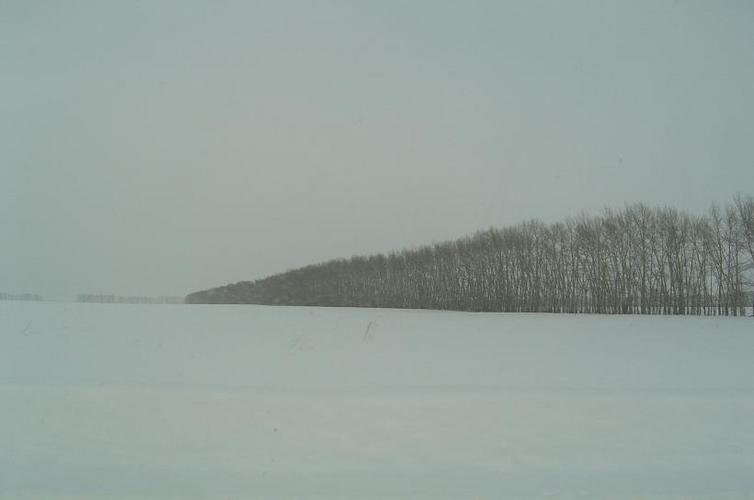
Защитная лесополоса в российской степи. Алтайский край

Протяжённость степи с севера на юг в Европейской России — около 200 км. Широкая полоса степи простирается от южной Украины по южной части Восточно-Европейской равнины и северу Казахстана к Алтайским горам. Участки лесостепи и степи встречаются в горных котловинах Южной Сибири. Климатические условия изменяются при движении с запада на восток; сибирские степи отличаются сухостью, суровой зимой и большой контрастностью температур сравнительно с европейскими. Увлажнение недостаточное (так, в кулундинских степях выпадает менее 400 мм осадков) и неустойчивое. Коэффициент увлажнения — 1.
Основу степной растительности составляют ковыль, типчак, мятлик, овсяница, пырей, полынь, степные кустарники (карагана, спирея и др.). В степях произрастают также мхи (на севере) и лишайники (на юге); в районах с тёплой весной распространены эфемеры и эфемероиды; на севере велика роль мезофильного разнотравья. Лесная растительность присутствует, главным образом, в речных долинах и низинах. В западной части России естественные степные ландшафты встречаются редко; степь почти полностью распахана (в основном под зерновые культуры). Представители степной фауны отличаются приспособленностью к засушливому климату; характерны различные виды грызунов (сурок и др.), степной волк, лисица и антилопы (на юге), манулы (в степях и лесостепях Сибири). Наиболее распространённые птицы — степной орёл, пустельга, жаворонок, серая куропатка; довольно редки некогда типичные для степи дрофы.
Основной тип степных почв — чернозём; название дано по почти чёрному цвету верхнего горизонта. Верхний слой почвы вследствие обилия травянистой растительности очень богат гумусом. Морозная зима и засушливое лето препятствуют разложению органического материала, и гумификация протекает интенсивно. Бо́льшая часть (свыше 70 %) российских чернозёмов распахана; отмечается общая деградация чернозёмных почв. На юге степной зоны чернозёмы сменяются тёмно-каштановыми почвами, также сильно распаханными.:84-109

## Полупустыняипустыня
Эти природные зоны занимают небольшую часть территории России и находятся в пределах Прикаспийской низменности. Климат сухой, континентальный. Средняя температура января до −10 °C, июля — до 24 °C. Летом температура в тени нередко достигает 40 °C. Увлажнение крайне недостаточное. В зоне пустынь часты суховеи и пыльные бури, которые образуют холмы (барханы). Растения в этой зоне выносливы. Это полынь, верблюжья колючка и другие. Здесь также растет саксаул. К характерным для степной зоны России представителям животного мира относятся также тушканчик, корсак; разнообразны в степи змеи и ящерицы. Почвы (каштановые, светло-каштановые, бурые пустынно-степные) сильно засолены, многочисленны солончаки и солонцы.:84-109

## Субтропики
Субтропическая зона в России представлена узкой Причерноморской полосой на территории от города Сочи (граница с Абхазией) до Анапы. Субтропическая зона разделяется на 2 разных типа — влажный (от границы с Абхазией до Туапсе) и сухой (от Туапсе до Анапы, а также на юге Каспийского побережья, в Дагестане в долине реки Самур). Климат влажной части российских субтропиков аналогичен климату соседней Абхазии, а также юго-восточным штатам США (Миссисипи, Луизиана, Алабама, Джорджия). Среднегодовая температура составляет +14,2 °C, средняя температура января — +6,0 °C, средняя температура августа — +23,6 °C. Абсолютный минимум составляет −13,4 °C (январь), абсолютный максимум — +39,4 °C (июль). Климат сухих субтропиков очень похож на средиземноморский климат (на климат Испании, Греции и южной Италии)

## Воздействие человека
Во влиянии человека на экосистемы в России можно выделить два основных фактора: с одной стороны, слабое (очень слабое или, в некоторых случаях, нулевое) воздействие человека, с другой стороны — тяжёлое наследие прошлого советской эпохи, в которой большое значение уделялось развитию промышленности сверхдержавы при отсутствии заинтересованности в вопросах охраны окружающей среды.

## Галерея

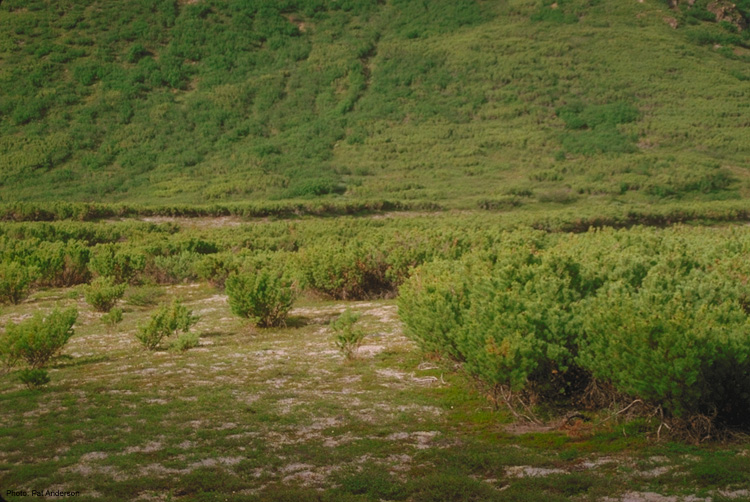
Кедровый стланик из рода Сосна, Восточная Сибирь
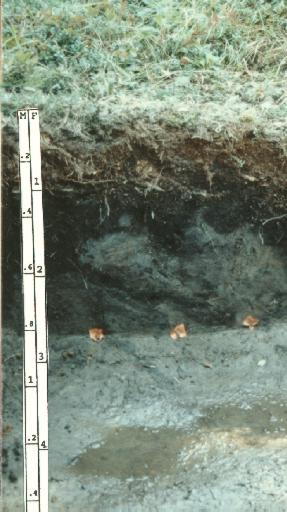
Тундровая почва (гелисоль)
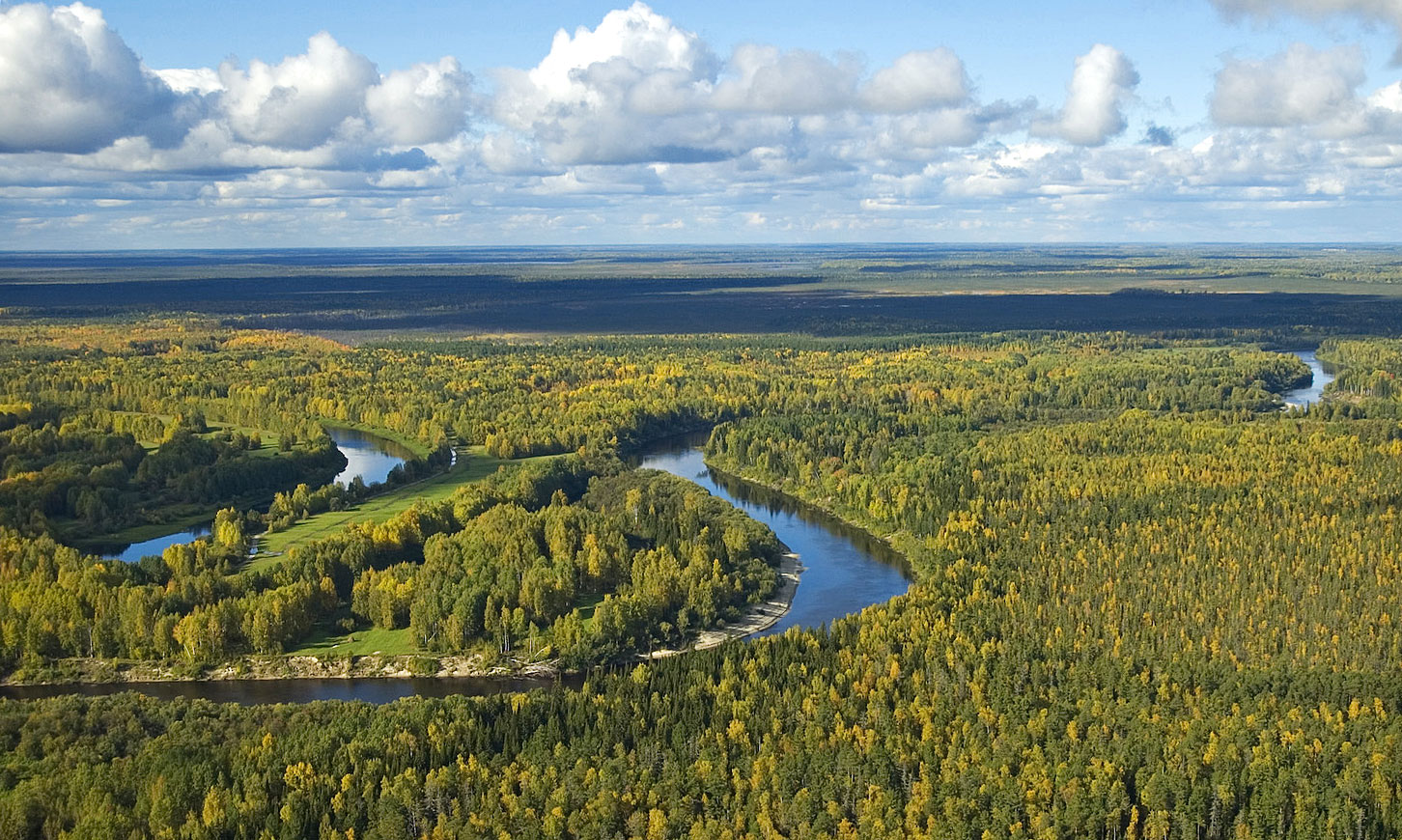
Тайга в бассейне Васюгана, Томская область (Западная Сибирь)
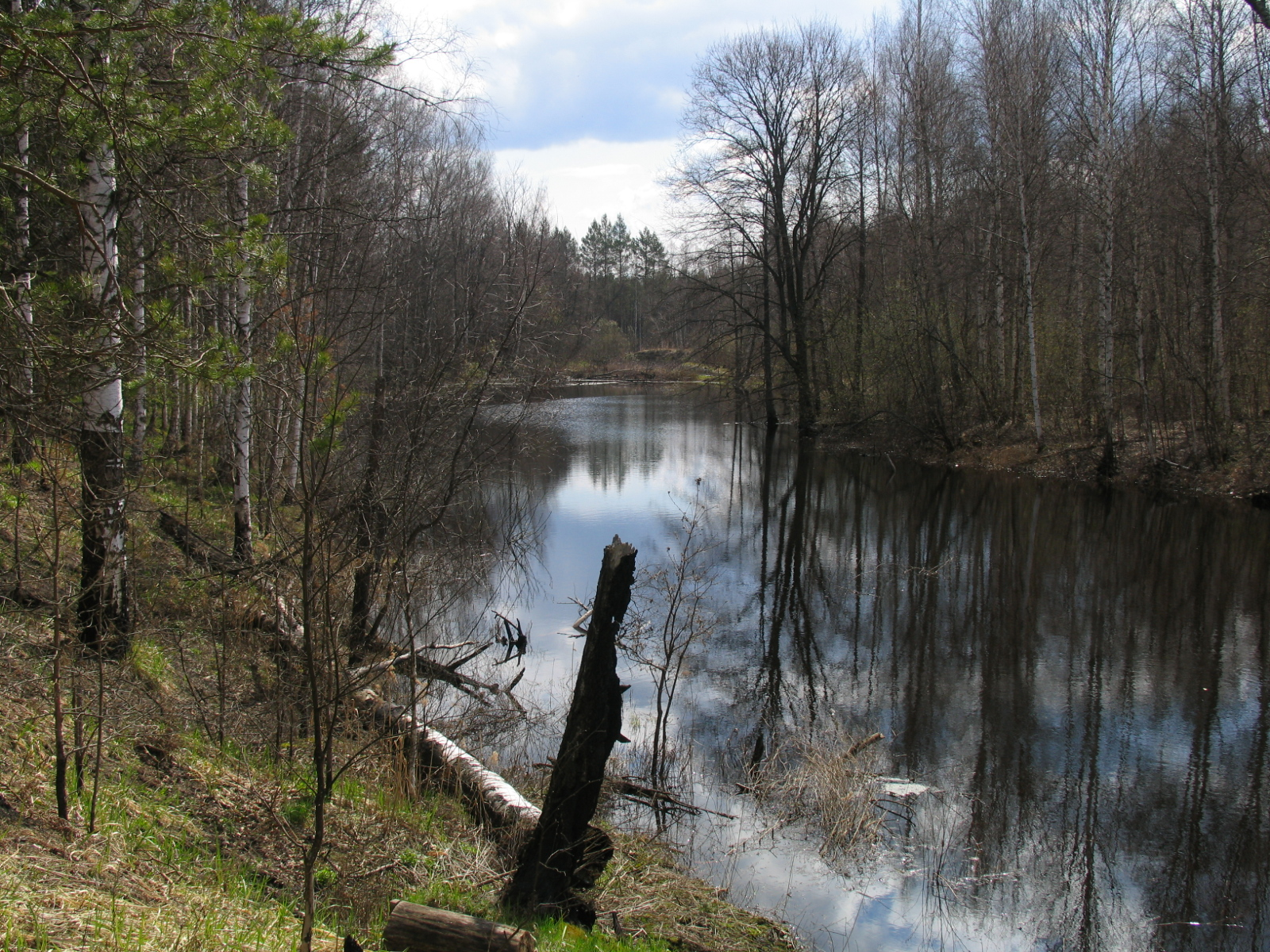
В районе Мещёры (бассейн Москвы) преобладают широколиственные леса
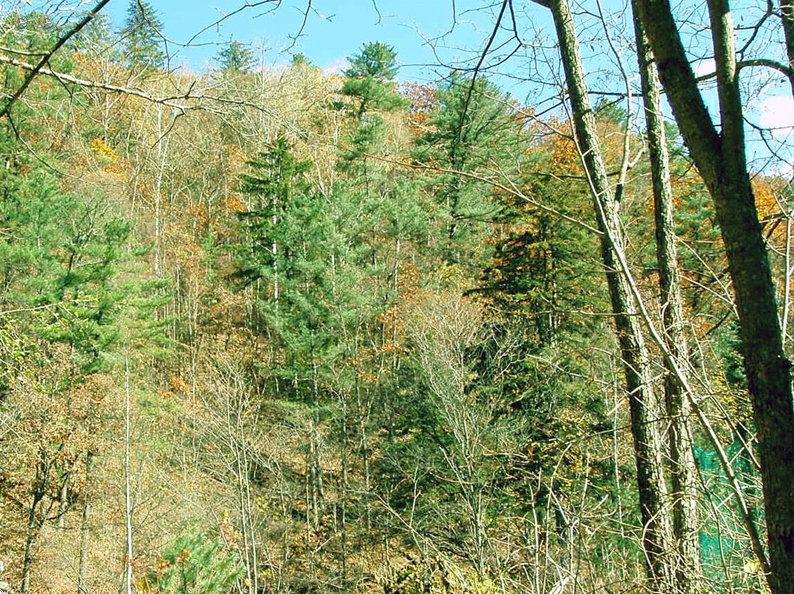
Смешанный лес хвойных и лиственных деревьев в горных цепях Сихотэ-Алиня
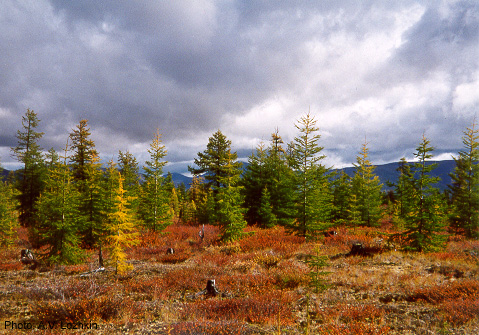
Лиственничная тайга осенью, Верняя Колыма